# 福安花猪
福安花猪是福建省宁德市的一个家猪地方品种，属肉脂兼用型。该品种已经于1997年消失。
福安花猪由波中猪与福安本地猪杂交选育而成，主产于福安市和霞浦县。
福安花猪全身为不规则的黑白相间、体型较大、耐粗饲。
2010年，福安花猪共有存栏母猪12头、公猪2头。福建省畜牧兽医学会于2013年的调查指出，当时所饲养的几头花猪仅为福安花猪杂交后代中的类似群，并认定该品种已经于1997年消失。